# Khách sạn Sheraton Grand Incheon
Khách sạn Sheraton Grand Incheon (Sheraton Grand Incheon Hotel, tiếng Hàn: 쉐라톤 그랜드 인천 호텔) là khách sạn đầu tiên được khai trương ở khu đô thị mới Songdo, Incheon, Hàn Quốc. Khách sạn gần kề với Tháp Thương mại Đông Bắc Á, Songdo Convensia và Công viên Trung tâm Songdo. Đây là khách sạn 5 sao do Starwood quản lý và là khách sạn được chứng nhận LEED do Hellmuth, Obata & Kassabaum thiết kế. Dự án được phát triển bởi Gale International và POSCO E&C. Chiến lược bền vững bao gồm hai, bốn tầng che chắn bằng nhôm được đục lỗ có thể giảm thiểu sự tiếp xúc trực tiếp thu nhận ánh sáng mặt trời. Khách sạn có 319 phòng, chín phòng dự tiệc, phòng chờ internet miễn phí, trung tâm thể dục thể hình và thẩm mỹ, hồ bơi trong nhà.